# Czarne Lusterko
Czarne Lusterko (letteralmente "Specchietto Nero") è una miniserie televisiva polacca in quattro episodi pubblicata interamente su YouTube il 19 gennaio 2018, disponibile in lingua originale e con i sottotitoli multilingue (italiano compreso).
Si tratta di una produzione ufficiale del dipartimento polacco di Netflix, realizzata dopo che la direzione centrale della piattaforma in streaming ha collaborato con il team social dell'Est Europa alla creazione di brevi corti ispirati alle inquietanti atmosfere distopiche della serie televisiva britannica-statunitense Black Mirror, di cui è uno spin-off. La direzione del progetto è stata affidata a Jacek Ambrosiewicz, il quale ha affidato la realizzazione degli episodi a diversi YouTuber polacchi.
La miniserie tratta le tematiche del bisogno di approvazione e popolarità sui social network, della sottomissione in una relazione di coppia, della bioetica e della solitudine.

## Episodi
| Titolo originale | Titolo italiano        | Youtuber           | Youtuber |
| ---------------- | ---------------------- | ------------------ | -------- |
| Rozstanie        | Separazione            | Krzysztof Gonciarz | [ 3 ]    |
| Suma szczęścia   | Calcolo della felicità | Martin Stankiewicz | [ 4 ]    |
| 1%               | 1%                     | G.F. Darwin        | [ 5 ]    |
| 69.90            | 69.90                  | emce□              | [ 6 ]    |

## Trame

### Separazione
- Titolo originale: Rozstanie
- Diretto da: Konrad Śniady
- Scritto da: Krzysztof Gonciarz, Kasia Mecinski e Konrad Śniady
- Durata: 16 minuti

Krzysztof e Kasia sono due fidanzati youtuber che documentano costantemente la loro felice relazione. Nel tempo però, il continuo uso di social network impedisce ai due di vivere una relazione vera e propria fino al punto in cui, a causa dei continui litigi, decidono di separarsi. Mentre Kasia continua a pubblicare video e si fidanza con un altro ragazzo, Krzysztof reagisce pubblicando una foto privata di Kasia e accusandola di essere una persona falsa e manipolatrice: tra i fan della ex-coppia si formano due fazioni, in cui i fan dell'uno accusano e insultano pesantemente l'altro. Dopo un po' Krzysztof decide di riallacciare i rapporti con Kasia, ma lei rifiuta. Tuttavia, in un incontro successivo ripreso accuratamente da una telecamera, i due si scusano reciprocamente e decidono di dare un'altra possibilità alla loro relazione, da cui 
nascerà perfino una figlia, ma che si rivelerà fasulla: infatti risulta chiaro come il tutto sia stato fatto esclusivamente per ottenere nuovamente l'approvazione del pubblico.
- Cast principale: Krzysztof Gonciarz (Krzysztof), Kasia Mecinski (Kasia).

### Calcolo della felicità
- Titolo originale: Suma szczęścia
- Diretto da: Martin Stankiewicz
- Scritto da: Mateusz Urbański e Martin Stankiewicz
- Durata: 21 minuti

La relazione di una giovane coppia si incrina a causa della scarsa comunicazione: l'uomo cerca di accontentare in tutti i modi la compagna, ma senza ottenere la benché minima considerazione e, anzi, venendo continuamente screditato. Quando l'uomo si confida con un amico, al quale racconta la propria frustrazione, quest'ultimo gli parla di un articolo che pubblicizza un'applicazione terapeutica in grado di risolvere i problemi di coppia: tale applicazione, impiantata nel cervello, analizza l'oggetto d'interesse affinché siano prese le giuste decisioni in base a molteplici dati raccolti in tempo reale; un medico afferma che la percentuale di successo è del 100% e che l'unico scopo è quello di migliorare la vita della sua compagna e, per estensione, la sua. Le prime interazioni sembrano positive e in effetti la loro relazione migliora, ma in poco tempo l'applicazione comincia a mostrare i propri limiti, in quanto ignora completamente i bisogni dell'uomo e si concentra esclusivamente su quelli della donna la quale, pur non sapendo che il compagno usa un'applicazione, è molto soddisfatta di come stanno andando le cose. Una notte, poco prima di mettersi a dormire, l'uomo prova a dire alla sua compagna qualcosa che secondo l'applicazione le causerebbe un aumento di nervosismo; l'applicazione però lo blocca ed entra in modalità automatica, di fatto spersonalizzando l'uomo, ormai succube dell'applicazione stessa.
- Cast principale: Wacław Warchoł (fidanzato), Maria Pawłowska (fidanzata), Martin Stankiewicz (medico).

### 1%
- Diretto da: Jan Jurkowski
- Scritto da: Marek Hucz e Jan Jurkowski
- Durata: 15 minuti

I coniugi Aboth sono in procinto di diventare genitori, e come tutti, prima del parto, devono recarsi presso un ospedale per sottoporsi ad un programma speciale approvato dalla Lega Mondiale delle Nazioni, e il cui risultato viene subito salvato e inviato al Censo Mondiale della Popolazione: basandosi sulle informazioni contenute nelle cellule staminali del feto, il programma è in grado di predire come svilupperà la propria personalità, con un'attendibilità compresa tra il 99% e il 100%. Purtroppo il test effettuato sul loro bambino lo classifica come soggetto a disturbi mentali e rientrante in una classe di cui fanno parte, tra gli altri, assassini, psicopatici e inetti. I genitori, disperati, chiedono se esista un trattamento che impedisca al figlio di diventare psicotico. In base alla categoria suddetta, il bambino rimarrà con la propria famiglia fino ai 6 anni, poi sarà preso in custodia dal governo e trasferito in un avamposto speciale: tale procedimento, infatti, negli ultimi decenni ha reso il mondo un posto molto più sicuro. Inizialmente i genitori si oppongo e intendono tenere il bambino, ma una volta tornati a casa decidono a malincuore di abortire e la donna si chiude in bagno per ingerire un farmaco. L'uomo riceve l'ennesima chiamata di sua madre e, infastidito dalla sua eccessiva felicità per il fatto di star per diventare nonna, non risponde; un attimo dopo riceve un'altra chiamata ma, convinto che si tratti nuovamente di sua madre, lascia squillare. In realtà quest'ultima chiamata proviene dalla clinica, il cui sistema si è aggiornato: la categoria del feto è cambiata mostrando come il sistema, nel loro caso, abbia commesso il rarissimo errore dell'1%. Solo all'ultimo momento l'uomo si accorge che a chiamare è la clinica, lasciando però il dubbio se abbia fatto in tempo o no ad avvertire la moglie.
- Cast principale: Helena Chorzelska (signora Aboth), Jan Jurkowski (signor Aboth), Anna Stela (medico).

### 69.90
- Diretto da: Miłosz Sakowski
- Storia di: Huyen Pham e Marcin Nguyen
- Scritto da: Błażej Dzikowski
- Durata: 8 minuti

Un ragazzo ferito si intrufola in un misterioso laboratorio dove incontra un'affascinante scienziata asiatica che si prende cura di lui, e della quale si innamora. La scienziata gli propone di fuggire insieme dalla guerra, ma mentre stanno per baciarsi, ella, facente parte della fazione nemica, viene assassinata da un compagno d'armi del ragazzo: questo segna la fine della versione demo di un videogioco VR a pagamento al quale si accede tramite una tecnologia simile ad Oculus Rift. L'amico del ragazzo gli chiede di partecipare la sera stessa ad una festa di compleanno; però il giovane, dopo aver visto da lontano un gruppo di ragazzi ridere e scherzare in attesa che la festa cominci, non se la sente e sceglie di rinunciarvi, tornando nel buio della propria casa e nella realtà virtuale del videogioco (di cui ha comprato la versione completa), dove promette alla scienziata di portarla lontano, e convertendo soldi veri in soldi virtuali con microtransazioni per ottenere oggetti extra.
- Cast principale: Dominik Mirecki (ragazzo), Huyen Pham (scienziata), Eryk Kulm (amico).